# Kate McKinnon
Kate McKinnon, właśc. Kathryn McKinnon Berthold (ur. 6 stycznia 1984 w Sea Cliff) – amerykańska aktorka i komik, zdobywczyni dwóch nagród Emmy za występy w programie Saturday Night Live.
McKinnon prócz ról aktorskich zajęła się produkcją - wyprodukowała oparty na faktach serial Joe vs. Carole, w którym zagrała rolę tytułowej entuzjastki kotów, Carole Baskin, walczącej z biznesmenem zwanym Joe Exotic. Miała także produkować serial Zepsuta krew (The Dropout) i zagrać w nim oszustkę Elizabeth Holmes, lecz później wycofała się z tego projektu, a Holmes zagrała Amanda Seyfried.

## Filmografia

### Filmy
| Rok  | Tytuł                                           | Rola                                                | Uwagi             |
| ---- | ----------------------------------------------- | --------------------------------------------------- | ----------------- |
| 2010 | Mr. Ross                                        | Debby                                               | krótkometr.       |
| 2011 | Elizabeth Taylor's Video Will                   | Elizabeth Taylor                                    | krótkometr.       |
| 2011 | Pudding Face                                    | Amy                                                 | krótkometr.       |
| 2012 | My Best Day                                     | Heather                                             |                   |
| 2012 | Hannah Has a Ho-Phase                           | Nicky                                               |                   |
| 2014 | Life Partners                                   | Trace                                               |                   |
| 2014 | Balls Out                                       | Vicky                                               |                   |
| 2015 | Giant Sloth                                     | Nina                                                | głos; krótkometr. |
| 2015 | Ted 2                                           | Ona sama                                            |                   |
| 2015 | Staten Island Summer                            | pani Bandini Jr.                                    |                   |
| 2015 | Siostry                                         | Sam                                                 |                   |
| 2016 | Angry Birds                                     | Stella / Eva                                        | głos              |
| 2016 | Gdzie jest Dory?                                | żona Stana                                          | głos              |
| 2016 | Ghostbusters: Pogromcy duchów                   | dr Jillian Holtzmann                                |                   |
| 2016 | Asy bez kasy                                    | Jandice                                             |                   |
| 2016 | Firmowa Gwiazdka                                | Mary Winetoss                                       |                   |
| 2017 | Ostra noc                                       | Pippa                                               |                   |
| 2017 | Ballerina                                       | Regine Le Haut / Felicie's Mother / Mother Superior | głos              |
| 2017 | Fernando                                        | Lupe                                                | głos              |
| 2018 | Nie ma drugiej takiej                           | Glass Half Full Kate                                |                   |
| 2018 | Family                                          | Jill                                                |                   |
| 2018 | Szpieg, który mnie rzucił                       | Morgan Freeman                                      |                   |
| 2019 | Yesterday                                       | Debra Hammer                                        |                   |
| 2019 | Gorący temat                                    | Jess Carr                                           |                   |
| 2020 | The Magic School Bus Rides Again: Kids in Space | Fiona Frizzle                                       | głos              |
| 2022 | Bańka                                           | Paula                                               |                   |
| 2022 | DC League of Super-Pets                         | Lulu                                                | głos              |
| 2023 | Barbie                                          |                                                     |                   |
| 2025 | Minecraft: Film                                 | Alex                                                |                   |

### Telewizja
| Rok       | Tytuł                               | Rola                                   | Uwagi    |
| --------- | ----------------------------------- | -------------------------------------- | -------- |
| 2008      | Mayne Street                        | Olga Svenson                           | 1 odc.   |
| 2010      | We Have to Stop Now                 | Angela                                 | 1 odc.   |
| 2010      | Concierge: The Series               | Mary                                   | 3 odc.   |
| 2010      | Vag Magazine                        | Bethany                                | 6 odc.   |
| 2010–2011 | Robotomy                            | dodatkowe głosy                        | 5 odc.   |
| 2010–2016 | The Venture Bros.                   | Nikki i Margaret Fictel / dodat. głosy | 10 odc.  |
| 2011      | The Back Room                       | Susan Boyle                            | 1 odc.   |
| 2011      | The 40-Year-Old 20-Year-Old         | Kate                                   | 5 odc.   |
| 2013      | Hudson Valley Ballers               | Just Jamie                             | 2 odc.   |
| 2014      | Comedy Bang! Bang!                  | Effie Villalopolus                     | 1 odc.   |
| 2014–2015 | The Awesomes                        | Lola Gold / dodat. głosy               | 7 odc.   |
| 2015      | China, IL                           | Sunshine (głos)                        | 5 odc.   |
| 2015      | The Spoils Before Dying             | Dallas Boudreaux                       | 1 odc.   |
| 2015      | Difficult People                    | Abra Cadouglas                         | 1 odc.   |
| 2015      | Moonbeam City                       | Panache Miller (głos)                  | 1 odc.   |
| 2015–2016 | Głowa rodziny                       | Karen Griffin                          | 3 odc.   |
| od 2015   | Nature Cat                          | Squeeks (głos)                         | 21 odc.  |
| 2016      | Simpsonowie                         | Hettie (głos)                          | 1 odc.   |
| 2017      | Przyjaciele z uniwerku              | Shawna                                 | 1 odc.   |
| od 2017   | Magiczny autobus znów rusza w trasę | Fiona Felicity Frizzle (głos)          | gł. rola |
| 2018      | Ulica Sezamkowa                     | Babcia Gąska                           | 1 odc.   |
| 2022      | Joe vs. Carole                      | Carole Baskin                          | 8 odc.   |